# Krasnogorskij rajon (Oblast' di Mosca)
Il Krasnogorskij rajon (in russo Красногорский район?) era un rajon dell'Oblast' di Mosca, nella Russia europea, il cui capoluogo era Krasnogorsk. Istituito nel 1932 e soppresso dal 1960 al 1965, poi nuovamente soppresso nel 2017, ricopriva una superficie di 220 chilometri quadrati e nel 2010 ospitava una popolazione di circa 161.000 abitanti.